# Nicolas Auguste Laurens
Pour les articles homonymes, voir Laurens.
Nicolas Auguste Laurens est un peintre français né en 1829 et décédé en 1908.

## Biographie

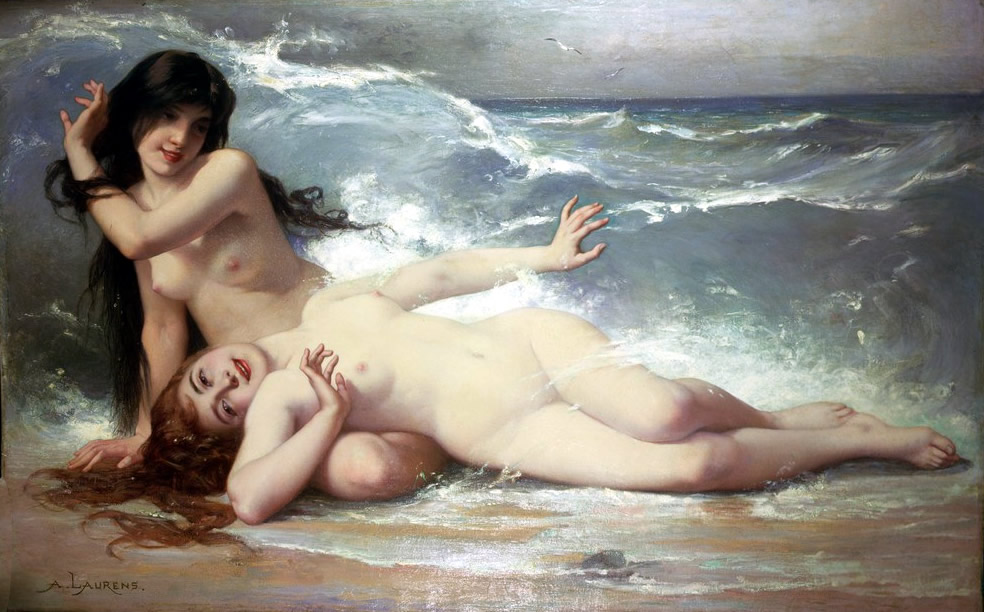
Les caresses de la vague (1891).

Né le 1er mars 1829 à Pontailler-sur-Saône (Côte d’Or), Nicolas Auguste Laurens est un peintre français de style académique actif pendant la seconde moitié du XIXe siècle.
Il a été l’élève de Thomas Couture et de Louis Devedeux et débute au Salon de Paris en 1859.
De 1859 à 1908, il expose au Salon pratiquement chaque année, essentiellement des scènes de genre et des paysages. 
En 1862 et 1863, il exécute une série de copies de onze portraits des hommes illustres d'Auvergne commandée par la société du musée de Riom. 

En 1898, une mention honorable lui est attribuée, ainsi qu'une médaille de 3eme classe en 1900. Il a été membre de la Société des Artistes français.

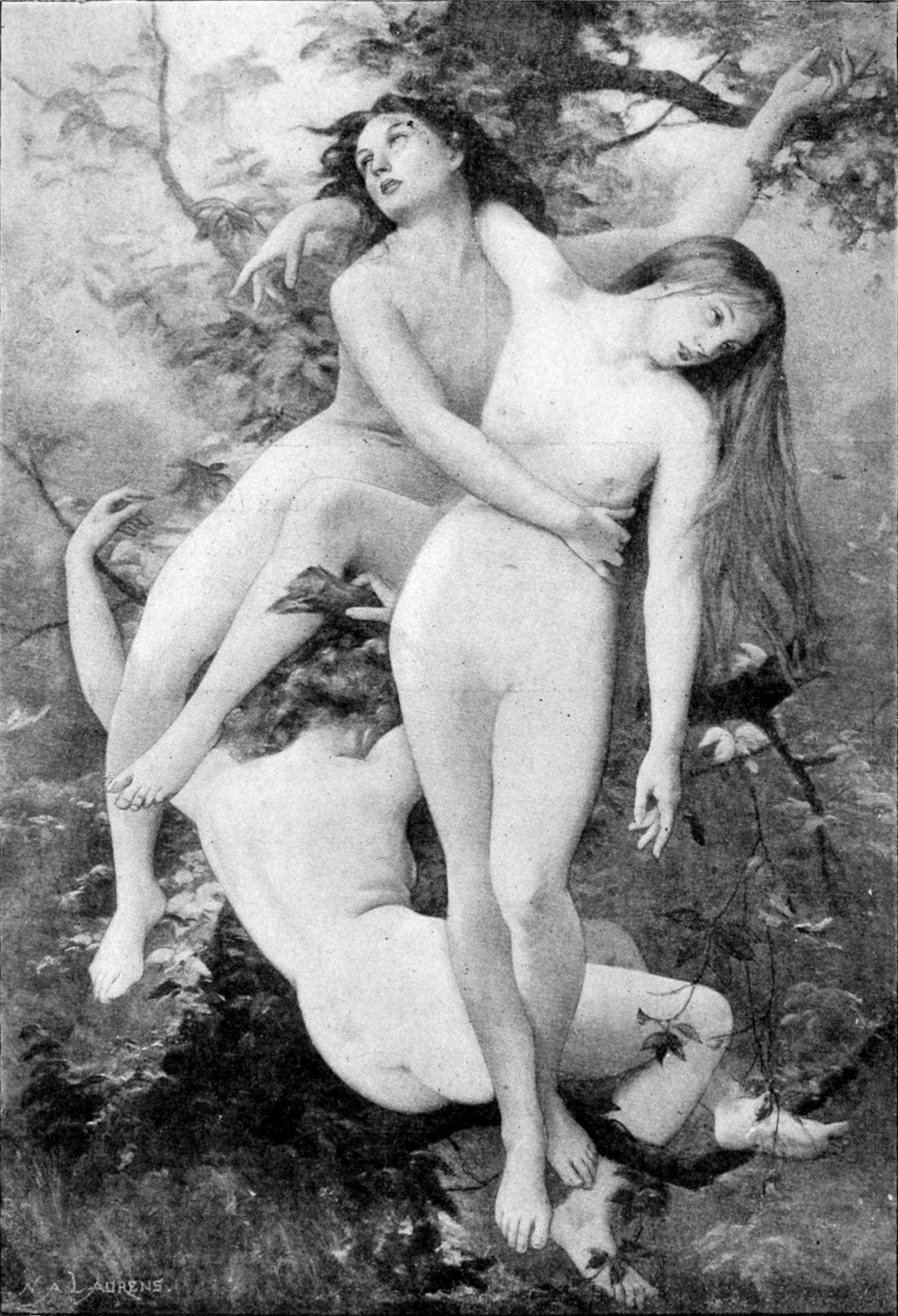
Feuilles tombantes (1901).

Il meurt le 27 juin 1908 à son domicile de la rue Saint-Jean à Pontailler-sur-Saône.

## Œuvres dans des collections permanentes
- L’Abandonnée, Musée de Dijon.
- Une légende, dessin à la plume, musée de Dole
- Un abreuvoir en forêt, Musée de Dole[5].
- Le Chant, musée des beaux-arts, Pau.
- L’âge de pierre, 1882, musée des cultures et du paysage, Hyères.
- Les grands hommes d'Auvergne, dont le Portrait du pape Sylvestre II, musée Mandet, Riom[6].